# Station Hagondange
Station Hagondange is een spoorwegstation in de Franse gemeente Hagondange.

## Treindienst
| Serie              | Treinsoort            | Route                                                          | Bijzonderheden              |
| ------------------ | --------------------- | -------------------------------------------------------------- | --------------------------- |
| TER 86400 RE 16    | TER (SNCF)            | Metz-Ville – Hagondange – Thionville – Perl – Trier Hbf        | rijdt alleen in het weekend |
| RE 88500 TER 88500 | RegionalExpress (CFL) | Luxemburg – Thionville – Hagondange – Metz-Ville – Nancy-Ville |                             |
| RE 88700           | RegionalExpress (CFL) | Luxemburg – Thionville – Hagondange – Metz-Ville               |                             |
| TER 833400         | TER (SNCF)            | Metz-Ville – Hagondange – Conflans-Jarny – Verdun              | enkele treinen per dag      |